# معماری احیای یونانی

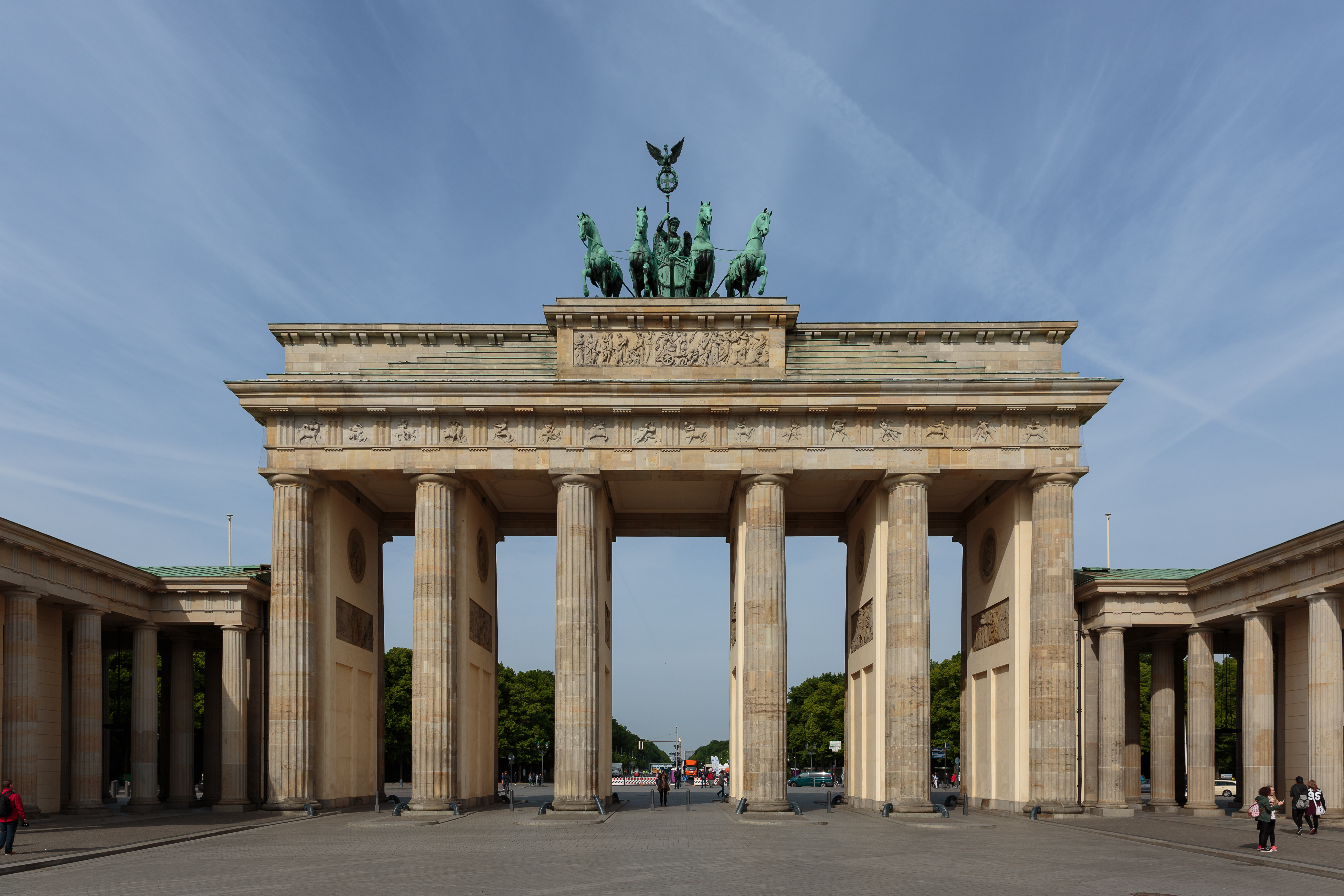
دروازه براندنبورگ در برلین، آلمان.

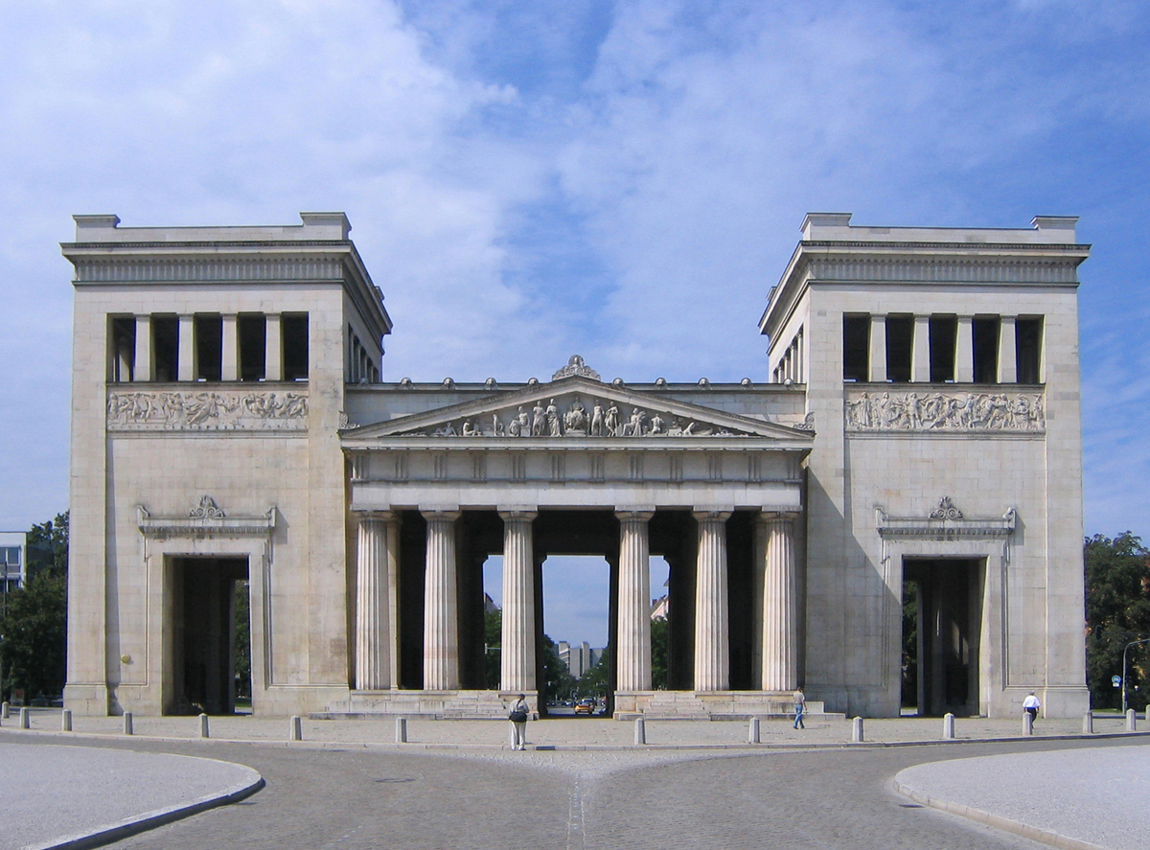
لئو فن کلنتسه در پروپیلیا (مونیخ).

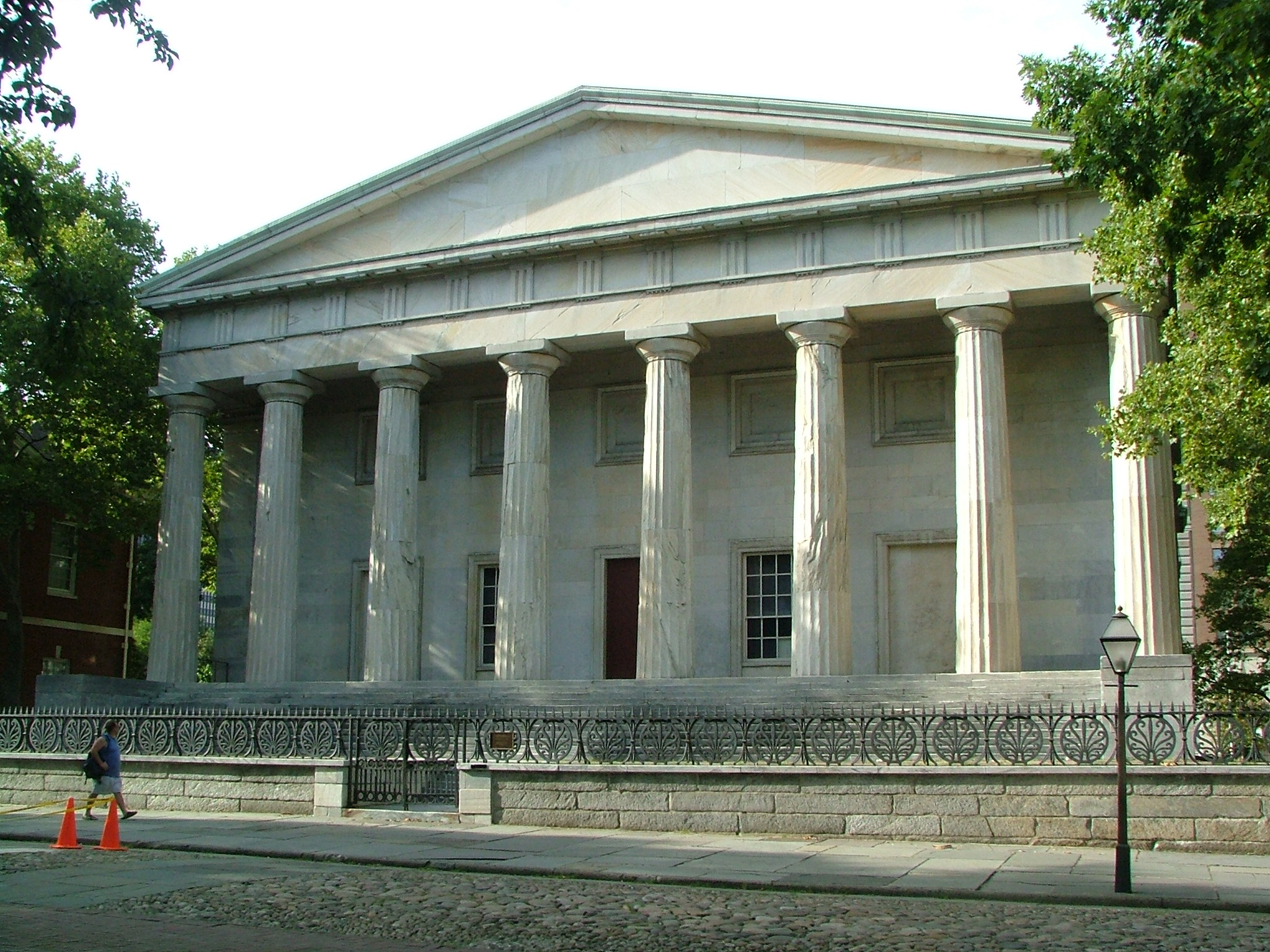
دومین بانک ابالات متحده در فیلادلفیا

یک جنبش در سبک معماری در پابان قرن ۱۸ و آغاز قرن ۱۹ میلادی می‌باشد که به طور عمده در شمال اروپا و ایالات متحده آمریکا شکل گرفته است که خود به نوعی بخشی از نوکلاسیسیسم بوده است. این سبک ممکن است به عنوان آخرین مرحله در توسعه معماری نئوکلاسیک مورد توجه قرار گرفته شود. این اصطلاح برای نخستین بار توسط چارلز رابرت کاکرل در سخنرانی او به عنوان استاد معماری در آکادمی سلطنتی هنر در سال ۱۸۴۲ در لندن به کار گرفته شد.

یکی از سبک‌های معماری مبتنی بر کارگیری مجدد فرم‌های معماری یونانی باستان است. ساختمان‌های عمومی این سبک به طور معمول پلان متقارن و شکل مستطیلی دارند.

مشخصه‌های ساختمان‌های این سبک عبارت‌اند از: پلان نامتقارن، نمای متقارن جلو سنتوری، با رواق ورودی سنتوری‌دار کلاسیک که در عرض ساختمان گسترش یافته، نمای آجری تخته‌کوب یا سنگی، ورودی سرپوشیده با ارتفاع نیمه که رخبام شیبداری دارد که بر ستون‌های گرد یا مربعی با سرستون‌های تزئینی متکی است. افریز یا نوار ساده عریضی با فَرَسب ساده، زیرز رخبامی سنگین، دیوارهایی که به تقلید سنگ‌چین‌های تخت ساخته شده‌اند، ساختمان‌های چوبی را غالباً رنگ سفید می‌زنند، تزئین‌های یونانی کلاسیک، بام‌های دو شیب یا چهاربر، پنجره‌های کشویی دو تکه با فواصل زیاد دارای سرسازی‌هایی تزئینی، دالان ورودی عریض و پر ابهت که دو طرف آن را ستون‌نماها و نیم‌ستون‌هایی در بر گرفته‌اند، در ورودی معمولاً تنکه‌های برجسته و یک ردیف نورگیر کوچک در بالا دارد، یک نورگیر عمودی ثابت نیز در هر طرف تعبیه شده است ، در امریکا در دوران اوج این سبک از حدود سال ۱۸۲۰ تا دههٔ ۱۸۵۰، سبک احیای یونانی را سبک ملی می‌نامیدند. 